# Bylapura, Krishnarajanagara
Bylapura là một làng thuộc tehsil Krishnarajanagara, huyện Mysore, bang Karnataka, Ấn Độ.